# Nate Dogg
Nathaniel Dwayne Hale (Clarksdale (Mississippi), 19 augustus 1969 – Long Beach, 15 maart 2011), beter bekend als Nate Dogg, was een Amerikaans zanger. Nate Dogg was een van de grondleggers van de G-funkmuziek en geldt als exponent van de Westcoast stroming. Nate Dogg heeft voornamelijk in samenwerking met andere artiesten een groot aantal hits op z'n naam staan.

## Biografie

### Jonge jaren
Hij begon als kind te zingen in een kerkkoor genaamd New Hope Baptist Church choir, waar zijn vader, Daniel Lee Hale in de kerk als pastoor werkzaam was. Hij verhuisde naar Long Beach in Californië na de scheiding van zijn ouders. Op zestienjarige leeftijd stopte hij met school en sloot zich aan bij de mariniers, waar hij drie jaar in dienst bleef. Eind jaren '80 vormde Nate Dogg, samen met zijn neef Snoop Dogg en vrienden Warren G en Lil' ½ Dead de rapformatie 2-1-3 (vernoemd naar het netnummer van Long Beach). Warren G introduceerde de 213-demotapes aan zijn stiefbroer Dr. Dre. Deze was onder de indruk en nodigde Nate Dogg uit voor een muzikale samenwerking voor het aanstaande debuutalbum van Dr. Dre.

### Solocarrière
Nate Dogg maakte in 1992 formeel zijn muzikaal debuut op The Chronic, het eerste soloalbum van Dr. Dre. Het album introduceerde een nieuw geluid: G-Funk. Zijn zangstijl werd door zowel fans als critici goed ontvangen. Dr. Dre bood Nate Dogg vervolgens in 1993 een contract aan bij Death Row Records.
Onder dit label scoorde hij in 1994, samen met Warren G, zijn eerste hit met de single Regulate. Met deze single zetten ze de G-funkstijl voort. In de Amerikaanse Billboard Hot 100 behaalde het nummer de tweede plaats. Het lied sloeg ook aan in de Europa, ondanks er in die tijd relatief weinig belangstelling bestond voor urbanmuziek. In het Verenigd Koninkrijk stond het op de 5e plaats, in Ierland behaalde het een vierde plaats en in de Nederlandse top 40 kwam het niet verder dan nummer 14. De single leverde Nate Dogg een nominatie op voor de 37ste editie van de Grammy Awards. Veertien jaar later werd Regulate in 2008 door VH1 opgenomen in de lijst 100 Grootste Hip Hop Songs.
Tussen 1991 en 1996 nam Death Row Records een toppositie in binnen de Amerikaanse rapcultuur. Het platenlabel had met Nate Dogg, 2Pac, Snoop Dogg, Dr. Dre en Tha Dogg Pound zeer getalenteerde en toonaangevende artiesten binnen haar gelederen en verkocht meer dan 50 miljoen platen. Na de gewelddadige dood van 2Pac en de controverse rondom directeur Suge Knight, besloten veel Death Row-artiesten het label te verlaten. Hoewel het dubbelalbum van Nate Dogg aanvankelijk in 1996 uitgebracht zou worden bij Death Row, bracht hij in 1998 uiteindelijk zijn eerste soloalbum uit bij Breakaway Records. Het werd een dubbelalbum onder de naam: G-Funk Classics, Vol. 1 & 2.
Enkele incidenten die plaatsvonden binnen het genre zorgden voor een teloorgang van de G-funkperiode. Hierdoor kwam het debuutalbum van Nate Dogg niet verder dan nummer 58 in de Amerikaanse albumlijsten. Twee singles die afkomstig waren van het album werden uitgegeven: Never Leave Me Alone piekte op de 33ste plaats en Nobody Does It Better stond op de 18e plaats van de Amerikaanse hitparade.
Dit album werd in 2001 opgevolgd door Music & Me bij Elektra Records. Na diverse solomuziekprojecten van de leden van de rapformatie 213, kwam hun debuutalbum "The Hard Way" pas na 13 jaar uit, desalniettemin zonder de rapper Lil' ½ Dead. Dit zou zijn grootste albumsucces worden.
Na een aantal vertragingen en een eerder aangekondigde verschijningsdatum in april 2004 werd zijn album Nate Dogg in het midden van 2005 geschrapt. De nummers die al klaar waren, werden via internet verkocht. Hij was inmiddels aan een nieuw project begonnen dat geproduceerd zou worden door Dr. Dre. Maar op 3 juni 2008 kwam het album dan toch uit bij het label Affiliated Entertainment Group. Nate Dogg bracht drie soloalbums uit, maar deze behaalden nooit de Nederlandse albumlijsten en reikten in de Verenigde Staten nooit hoger dan de 32e plaats in de charts.

### Samenwerkingen
Zijn grootste successen behaalde Nate Dogg overigens niet als soloartiest, zijn grootste hits heeft hij behaald als gastartiest op nummers van voornamelijk hiphop-artiesten. Tot 2004 heeft Nate Dogg aan meer dan 60 hit-singles meegewerkt. Hij leende zijn stem vooral aan artiesten afkomstig van de Amerikaanse westkust en was vaak te vinden in het gezelschap van Snoop Dogg, Dr. Dre en Warren G. Nate Dogg heeft ook meegewerkt aan het album Curtain Call: The Hits van rapper Eminem.

### Het (naderende) einde
Op 19 december 2007 werd de zanger getroffen door een beroerte waardoor de linkerhelft van zijn lichaam verlamd raakte. Zijn stem was niet aangetast en er waren goede vooruitzichten op volledig herstel. In september 2008 kreeg de zanger opnieuw een beroerte, ditmaal met een minder goede prognose: hij verloor bijna alle motoriek van zijn lichaam en ook zijn stem was aangetast. Herstel was volgens de artsen mogelijk, maar zover kwam het niet. Nate Dogg overleed in 2011 op 41-jarige leeftijd aan complicaties van zijn eerdere beroertes. De familie van Nate Dogg heeft zijn overlijden bekendgemaakt aan de Amerikaanse krant Press Telegram, gevolgd door zijn neef Snoop Dogg middels een bericht via de internetdienst Twitter.

We zijn een hiphop- en R&B-legende verloren. Hij was als een broer voor me sinds 1986. Ik ben zo blij dat ik samen met je mocht opgroeien. We zien elkaar in de hemel
—  Commentaar door Snoop Dogg, kompaan en voormalig collega.

### Na zijn dood
Over de gehele wereld is geschokt gereageerd op het overlijden van Nate Dogg. Via de internetdienst Twitter lieten veel mensen hun medeleven betuigen, waaronder van de artiesten waarmee Nate Dogg tijdens zijn muziekcarrière heeft samengewerkt. De rapper Eminem heeft in een persbericht zijn eerbetoon gegeven en neef Snoop Dogg liet een tatoeage aanbrengen waarop het gezicht van Nate Dogg te zien is op z'n onderarm, begeleid met de woorden "All Doggs Go to Heaven". The Game bracht een hommage uit naar zijn overleden collega met het nummer "All Doggs Go to Heaven (Nate Dogg Tribute)". Deze track werd gratis via download aangeboden. De rapper Rick Ross bracht eveneens samen met de Maybach Music Group een ode uit aan Nate Dogg op zijn mixtape Tupac Back. Verder brengen grote rappers als Eminem tijdens live optredens nog vaak een eerbetoon aan Dogg.
Ook onder de Nederlandse hiphopartiesten werd er met verbazing gereageerd. De rapper Krulle, winnaar van de Grote Prijs van Nederland in 2009, betoonde via Twitter zijn medeleven na het overlijden. De twee rappers van het rapduo The Opposites brachten in een radioprogramma op 3FM een eerbetoon aan de overleden zanger, middels een rap over de beat van Nate Dogg's hit Regulate. Kort nadat het nieuws over Nate Doggs overlijden naar buiten kwam schreef de rapper Sticks (Opgezwolle) speciaal voor State Magazine een column.
Als gevolg van Nate Doggs overlijden, werden de nummers van de zanger wederom veel gedownload en afgespeeld op de radio. Dit had als gevolg dat in het Verenigd Koninkrijk de single Regulate weer terug de UK Singles Chart inkwam.
Later is bekend geworden dat twee dagen na zijn overlijden beslag is gelegd op zijn huis vanwege achterstallige betalingen.

## Zangstijl
Zijn zangstijl geeft de kwalitatieve stem van Nate Dogg een grote herkenbaarheid en was mee bepalend voor het geluid van de vele groepen en artiesten waarmee hij zong. Zijn zware stemgeluid en stoïcijns uiterlijk waren bepalende factoren voor Nate Doggs karakteristieke stijl, die zorgde dat hij een veelgevraagd zanger was voor refreinen van hiphopnummers. Zijn zang werd gekenmerkt door een duidelijk hedonistische levensvisie, waarbij criminaliteit, geweld, het straatleven, vrouwen, seks en drugsgebruik expliciet op kalme wijze besproken werden. Vanwege het feit dat Nate Dogg als zanger veelal collaboreerde met rappers, kreeg hij de bijnaam The Soul Man of G-funk.

## Discografie

### Albums
| Jaar | Album                       | Label(s)                          |
| ---- | --------------------------- | --------------------------------- |
| 1998 | G-Funk Classics, Vol. 1 & 2 | Breakaway Records                 |
| 2001 | Music and Me                | Elektra Records                   |
| 2004 | The Hard Way (2-1-3)        | Doggy Style Records / TVT Records |
| 2008 | Nate Dogg                   | AEG Group                         |

### Hitnoteringen
| Single met eventuele hitnotering(en) in de Nederlandse Top 40 | Datum van verschijnen | Datum van binnenkomst | Hoogste positie | Aantal weken | Opmerkingen                                             |
| ------------------------------------------------------------- | --------------------- | --------------------- | --------------- | ------------ | ------------------------------------------------------- |
| Regulate                                                      | 1994                  | 20-08-1994            | 7               | 10           | met Warren G / Dancesmash op Radio 538                  |
| The Next Episode                                              | 2000                  | 29-07-2000            | 28              | 7            | met Snoop Dogg, Dr. Dre, & Kurupt                       |
| Lay Low                                                       | 2001                  | 07-04-2001            | 40              | 2            | met Snoop Dogg, Master P, Butch Cassidy & Tha Eastsidaz |
| 21 Questions                                                  | 2003                  | 06-07-2003            | 8               | 9            | met 50 Cent                                             |
| Ooh Wee                                                       | 2003                  | 27-09-2003            | tip11           | -            | met Mark Ronson & Ghostface Killah                      |
| I Like That                                                   | 2004                  | 11-09-2004            | 13              | 7            | met Houston, Chingy & I-20 / Alarmschijf                |
| I Got Love                                                    | 2018                  | 22-12-2018            | tip12           | -            | met Don Diablo                                          |

### Dvd's
| Dvd's met hitnoteringen in de Nederlandse Music Top 30 | Datum van verschijnen | Datum van binnenkomst | Hoogste positie | Aantal weken | Opmerkingen                                                  |
| ------------------------------------------------------ | --------------------- | --------------------- | --------------- | ------------ | ------------------------------------------------------------ |
| Up in the smoke tour                                   | 2001                  | 17-02-2001            | 1(3wk)          | 4            | met Dr. Dre, Eminem, Xzibit, Warren G, Snoop Dogg & Ice Cube |

### Gastoptredens
| Jaar | Titel                                                                          | Muziekstuk (Album of Single) | Afkomstig van Album/lp/ep | Artiest/Groep       |
| ---- | ------------------------------------------------------------------------------ | ---------------------------- | ------------------------- | ------------------- |
| 1992 | Deeez Nuuuts met Dr. Dre, Dat Nigga Daz, Snoop Dogg & Warren G                 | -                            | The Chronic               | Dr. Dre             |
| 1993 | Ain't No Fun (If the Homies Can't Have None) met Snoop Dogg, Warren G & Kurupt | -                            | Doggystyle                | Snoop Dogg          |
| 1996 | All about you met 2Pac, Dru Down, Fatal-N-Felony & Snoop Dogg                  | Single                       | All Eyez on Me            | 2Pac                |
| 1996 | Skandalouz met 2Pac                                                            | -                            | All Eyez on Me            | 2Pac                |
| 1999 | Bitch Please met Xzibit & Snoop Dogg                                           | Single                       | No Limit Top Dogg         | Snoop Dogg          |
| 1999 | Xxplosive met Dr. Dre, Hittman, Kurupt & Six-Two                               | -                            | The Chronic 2001          | Dr. Dre             |
| 1999 | The Next Episode met Dr. Dre & Snoop Dogg                                      | Single                       | The Chronic 2001          | Dr. Dre             |
| 2000 | Bitch Please II met Dr. Dre, Xzibit, Snoop Dogg & Eminem                       | -                            | The Marshall Mathers LP   | Eminem              |
| 2000 | Oh No met Mos Def & Pharaohe Monch                                             | Single                       | Lyricist Lounge 2         | Mos Def             |
| 2000 | Curious met Snoop Dogg & Doggy's Angels                                        | -                            | Pleezbaleevit!            | Doggy's Angels      |
| 2001 | Area Codes met Ludacris                                                        | Single                       | Word of Mouf              | Ludacris            |
| 2002 | 'Till I Collapse met Eminem                                                    | Single                       | The Eminem Show           | Eminem              |
| 2002 | Multiply met Xzibit                                                            | Single                       | Man vs. Machine           | Xzibit              |
| 2002 | The Streets met WC en Snoop Dogg                                               | Single                       | Ghetto Heisman            | WC                  |
| 2003 | 21 Questions met 50 Cent                                                       | Single                       | Get Rich or Die Tryin'    | 50 Cent             |
| 2003 | Gangsta Nation met Westside Connection                                         | Single                       | Terrorist Threats         | Westside Connection |
| 2003 | Game Don't Wait (Remix) met Warren G, Snoop Dogg & Xzibit                      | -                            | The Pretox                | Dr. Dre             |
| 2005 | Real Soon met Tha Dogg Pound                                                   | -                            | Welcome 2 tha Chuuuch     | Snoop Dogg          |
| 2005 | Shake That met Eminem                                                          | Single                       | Curtain Call: The Hits    | Eminem              |
| 2006 | Have a party met Mobb Deep                                                     | Single                       | Blood Money               | Mobb Deep           |
| 2006 | Too Much met The Game                                                          | -                            | Doctor's Advocate         | The Game            |
| 2007 | Boss' Life met Snoop Dogg                                                      | Single                       | Tha Blue Carpet Treatment | Snoop Dogg          |
| 2008 | À l'Ancienne met Psy 4 de la Rime                                              | -                            | Les Cités d'Or            | Psy 4 de la Rime    |
| 2009 | Holiday met Twista                                                             | -                            | Save Our Students         | Twista              |